# Lycée de Biyem-Assi
Le Lycée de Biyem-Assi est un établissement d'enseignement secondaire de Biyem-Assi, quartier populaire de Yaoundé, la capitale politique du Cameroun.

## Anciens élèves célèbres
Plusieurs personnalités camerounaises célèbres ont été élèves du lycée de Biyem-Assi, parmi lesquelles :
- Dimitri Kingue : boxeur professionnel en France
- Cyril Kenne Rodrigue, footballeur et international camerounais évoluant au Wigan Athletic Football Club ;
- Pavel Lando Djimeli Stavy, footballeur et international camerounais évoluant au Hambourg SV ;
- Carlos Kameni, footballeur et international camerounais évoluant au Málaga Club de Fútbol ;
- Arielle Kitio Tsamo, Entrepreneure et Informaticienne Camerounaise;
- Kris Badd, artiste et musicien ;
- Stéphane Mbia, footballeur et international camerounais évoluant au Séville FC ;
- Eshu Rigobert Tamwa, acteur, réalisateur, producteur de cinéma.
- Tang Nathan Rostand, Journaliste, Réalisateur-Cinéma, Producteur Graphiste-Vidéo et Artiste International.